# چپاکوئیدیک (فیلم)
چپاکوئیدیک (انگلیسی: Chappaquiddick) یک فیلم است که در سال ۲۰۱۷ منتشر شد. از بازیگران آن می‌توان به جیسون کلارک اشاره کرد.